# Sarotesius melanognathus
Sarotesius melanognathus is een spinnensoort uit de familie van de jachtkrabspinnen (Sparassidae).
De wetenschappelijke naam van de soort werd in 1898 gepubliceerd door Reginald Innes Pocock.